# 楞严塔
楞严塔，位于云南省大理州宾川县鸡足山天柱峰顶的金顶寺内，是一座密檐式佛塔，建于民国十八年（1929年）。2003年公布为第二批大理州文物保护单位。

## 历史
天柱峰顶在明朝之前已有一座方塔，名为放光塔，后倾颓。明万历二十八年（1600年），御史孙愈贤捐资修建光明宝塔。清康熙三十年（1691年），寺内大火，除金殿和塔外均被烧毁；次年云贵总督范承勋、提督诺穆图问起火灾原因，有僧人言建塔以来屡次发生火灾，请求拆除光明宝塔，范承勋同意拆除，并建起天一阁。民国十八年（1929年），云南省政府主席龙云游览鸡足山，应僧人、士绅之请，筹款在光明宝塔原址建楞严塔。1932年动工，1934年建成，耗资100万元滇币。在抗日战争时期，楞严塔成为驼峰航线的重要航标。“文革”期间，鸡足山的金顶寺等各寺庙遭到严重破坏，红卫兵曾计划炸毁楞严塔，但未能实施。1983年，政府拨款维修。2006年12月至次年3月，进行大规模维修装饰，耗资100万元。

## 建筑
楞严塔为十三级方形密檐式空心砖塔，通高42米，边长6.4米，塔内分为七层，第一层中央立中心柱，以木梯盘旋而上。二层四周设有外回廊，围铁护栏。其余各层间设木隔板，一角有爬梯供登临，各层四面设券顶窗洞。塔刹为葫芦宝顶。一层外壁上镶嵌着周钟岳撰文、陈荣昌书《鸡足山楞严塔碑铭》，二层外壁上镶嵌着龙云题“法相庄严”碑。